# Parafia św. Michała Archanioła w Dworszowicach Kościelnych
Parafia św. Michała Archanioła w Dworszowicach Kościelnych – rzymskokatolicka parafia, położona w dekanacie Brzeźnica nad Wartą  w archidiecezji częstochowskiej.

## Historia

### Powstanie parafii
Parafia jako ośrodek duszpasterski według źródeł istniał już  w roku 1401, a oficjalnie erygowana została w 1436. Pierwszy drewniany kościół dotrwał do roku 1830, posiadał 4 ołtarze. Budowę nowego kościoła murowanego – istniejącego do dziś – ukończono w 1834 r. Konsekracji świątyni dokonał  biskup kujawsko-kaliski Walenty Tomaszewski w 1838.

### Cmentarz parafialny
Na terenie parafii znajduje się zabytkowy cmentarz grzebalny w odległości 0,4 km od kościoła w kierunku Nowej Brzeźnicy po lewej stronie DK 92. Cmentarz jest wpisany do rejestru zabytków pod nr rej.: 498/89 w dniu 21 listopada 1989 r. w KOBiDZ. Cmentarz ten jest zamknięty. Drugi cmentarz znajduje się w kierunku zachodnim od kościoła w odległości 0,3 km. Za czasów ks. proboszcza Stanisława Fita (po 1990) został on powiększony o 2.500 m².

## Kościół parafialny
Ojcowie Paulini z Jasnej Góry, którzy otrzymali wieś wraz ze starostwem brzeźnickim od króla Augusta II byli kolatorami nowego murowanego kościoła – istniejącego do dziś.

## Duszpasterstwo

### Księża
Z parafii św. Michała Archanioła w Dworszowicach Kościelnych pochodzą księża;
- ks. Gustaw Musiał (1942),
- ks. Jan Buczkowski SDB (1964),
- ks. Krzysztof Jamrozik (1988).

## Zasięg parafii
Do parafii należą wierni z miejscowości: Dworszowice Kościelne, Dworszowice Kościelne-Kolonia (1,5 km), Grabiec – (3), Konstantynów – (2), Łążek – (4), Orczuchy – (5), Pieńki – (6), Płaczki – (6), Płaszczyzna –  (3,5), Stoczki – (3,5), Wola Jankowska – (6), Zimna Woda – (2).

## Proboszczowie
Dotychczasowi proboszczowie parafii św. Michała Archanioła w Dworszowicach Kościelnych od 1925 r;
- ks. Stanisław Pabich (1925–1941)
- ks. Emanuel Hereda (1945–1953)
- ks. Lucjan Kobiński (1953–1961)
- ks. Jerzy Szczurowski (1961–1978)
- ks. Jan Boryczko (1978–1983)
- ks. Edward Płatek (1983–1987)
- ks. Stanisław Fit (1987–2016)

Aktualnie:
- ks. Zbigniew Stępień (od 2016)